# Raïs Hamidou, Algérie
Rais Hamidou là một đô thị thuộc tỉnh Alger, Algérie. Dân số thời điểm năm 2002 là 21.518 người.